# 藤田進 (日本演員)
藤田進（平假名:、1912年1月8日—1990年3月23日）乃日本演員，早期和黑澤明合作，後來常在其他戰爭片和特攝片扮演軍官，被譽為「軍人演員」（軍人俳優）。

## 生平
1912年1月8日藤田進出生於福岡縣久留米市京町，1929年從久留米市立南筑高等學校畢業之後，提請上京都大學失敗，之後和古海卓二投入演藝事業，1932年在對馬服役於第12師團砲兵隊，1933年在横須賀就讀陸軍砲兵學校，升任二等兵，後來退役。
1934年藤田進和牧野正博的京都映音合作，1939年再度投入演藝事業而加入東寶株式會社。1940年和和江鷹子、高田稔等人合作，參加《妻之場合》的演出，因而受到矚目。1941年的《指導物語》擔任主角，1943年和黑澤明合作拍攝《姿三四郎》，使得黑澤明就此成名，1944年《加藤隼戰鬥隊》擔任軍神加藤建夫陸軍中佐的角色，被譽為「軍人俳優」。
1948年發生東寶爭議事件，東寶株式會社內部起鬨，大河内傳次郎及長谷川一夫等人加入新東寶，其中藤田進、松林宗惠以及田崎潤也紛紛轉加入新東寶。1957年再度回到東寶，重新和黑澤明與三船敏郎等人合作，並參與本多豬四郎導演《地球防衛軍》的森田防衛軍司令一角色，1958年出演黑澤明的《戰國英豪》，1967年參與《超人七號》的地球防衛軍司令官山岡。
進行胃潰瘍的手術治療後，體力大不如前，後來在東京都調布市經營投資汽車公司當老闆，1990年3月23日因肝癌而去世，享年78歲。

## 出演電影
- 燃燒的太空（1940年）
- 夏威夷大海戰（1942年）
- 姿三四郎（1943年）
- 加藤隼戰鬥隊（1944年）
- 雷撃隊出動（1944年）
- 續姿三四郎（1945年）
- 踏虎尾的男人（1952年）
- 戰艦大和（1953年）
- 戰艦呂字號（1954年）
- 明治天皇與日俄戰爭（1957年）
- 地球防衛軍（1957年）
- 戰國英豪（1958年）
- 潛艇イ-57號不投降（1959年）
- 太平洋之嵐（1960年）
- 大坂城物語（1961年）
- 大鏢客（1961年）
- 太平洋之翼（1963年）
- 天國與地獄 (電影)（1963年）
- 青島要塞爆擊命令（1963年）
- 海底軍艦（1963年）
- 摩斯拉對哥吉拉（1964年）
- 宇宙大怪獸德古拉（1964年）
- 侍（1965年）
- 太平洋奇蹟的作戰 金斯卡島（1965年）
- 科學怪人對地底怪獸（1965年）
- 佐佐木小次郎（1967年）
- 日本最長的一日（1967年）

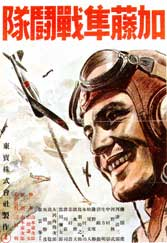
加藤隼戦闘隊（1944年）

- 聯合艦隊司令長官 山本五十六（1968年）
- 日本海大海戰（1969年）
- 啊，陸軍 隼戰鬥隊（1969年）
- 虎!虎!虎!（1970年，美國電影）
- 聯合艦隊（1981年）
- 海峽（1982年）
- 探偵物語（1983年）